# Krewo
Krewo (biał. Крэва, Krewa) – agromiasteczko na Białorusi, w obwodzie grodzieńskim, w rejonie smorgońskim.
14 sierpnia 1385 roku doszło tu do zawarcia unii pomiędzy Polską i Litwą znanej jako unia w Krewie.
W miejscowości mają siedzibę dwie parafie – prawosławna (pw. św. Aleksandra Newskiego) i rzymskokatolicka (pw. Przemienienia Pańskiego).

## Historia
Ze źródeł pisemnych Krewo znane jest od XIII w. jako stolica Nalszczan, a od początku XIV w. było stolicą Księstwa Krewskiego. Od 1338 r. należało do wielkiego księcia litewskiego Olgierda. Następnie, odziedziczył je Władysław II Jagiełło. Stał tu drewniany zamek, który, po roku 1338, Olgierd rozebrał i w jego miejsce zbudował murowany, którego ruiny pozostały do dziś. W tym zamku Jagiełło więził swojego stryja Kiejstuta, później Witolda. W roku 1385 podpisano tu unię krewską, w wyniku której Jagiełło otrzymał tron Polski, co było krokiem w kierunku chrztu ostatniego narodu pogańskiego w Europie – Żmudzinów. W Krewie powstała jedna z pierwszych parafii na terytorium obecnej Białorusi po Unii w Krewie. W 1387 r. na wzgórzu koło zamku wybudowany został drewniany kościół powołania św. Jana Chrzciciela. Założycielem parafii i fundatorem kościoła był król Władysław Jagiełło. W 1468 r. Jerzy i Anna Getowtowiczowie ufundowali ołtarz na cześć swoich patronów: św. Jerzego i św. Anny. Pod koniec XVI w. w miejsce drewnianego kościoła zbudowano murowany. Podczas I wojny światowej kościół został zniszczony, a w 1934 r. odbudowany ze środków parafian według projektu architekta Stabrowskiego (we współpracy z Norbskim) w stylu polskiego modernizmu.
Zamek był zdobywany przez Świdrygiełłę, Tatarów krymskich, wojska moskiewskie.
W 1564 r. król Zygmunt August darował zamek kniaziowi Andriejowi Kurbskiemu, uczestnikowi wojny z Moskwą. Krewo było starostwem a zamek siedzibą starosty królewskiego. Pod koniec XVIII wieku w zamek stracił militarne znaczenie i powoli niszczał.
Szczególnie duże zniszczenia nastąpiły w czasie I wojny światowej, gdy przez miasto przez 3 lata przebiegała linia frontu. W 1929 r. ruiny poddano konserwacji.
W 1854 r. wzniesiono w Krewie murowaną cerkiew prawosławną pw. św. Aleksandra Newskiego. Świątynia uległa znacznym uszkodzeniom w czasie I wojny światowej; została odrestaurowana w latach 20. XX w.
Za II Rzeczypospolitej siedziba wiejskiej gminy Krewo do 1939 roku, kiedy po agresji ZSRR wcielono ją do BSRR. Od 1991 r. w niepodległej Białorusi.
W czasach zaborów miasteczko, osada i osada młyńska w gminie Krewo, w powiecie oszmiańskim, w guberni wileńskiej Imperium Rosyjskiego. W 1905 roku miasteczko liczyło 1751 mieszkańców, 203 dziesięcin, osada liczyła 2 mieszkańców, 2 dziesięciny, osada młyńska 2 mieszkańców.
W latach 1921–1945 miasteczko i osada leżały w Polsce, w województwie wileńskim, w powiecie oszmiańskim, w gminie Krewo.
W 1931:
- miasteczko w 338 domach zamieszkiwały 1882 osoby[6].
- osadę w 1 domu zamieszkiwały 3 osoby[6].

Podczas okupacji hitlerowskiej, w październiku 1941 roku Niemcy utworzyli getto dla żydowskich mieszkańców. Przebywało w nim około 500 osób. W październiku 1942 roku Niemcy zlikwidowali getto, a Żydów wywieziono do getta w Oszmianie i Wilnie.

## Zabytki
- Zamek w Krewie z poł. XIV wieku zbudowany przez Olgierda. Zachował się fragment murów obwodowych zamku, dwie wieże (jedna nazywana wieżą Kiejstuta) i częściowo zasypane podziemia.

## Galeria

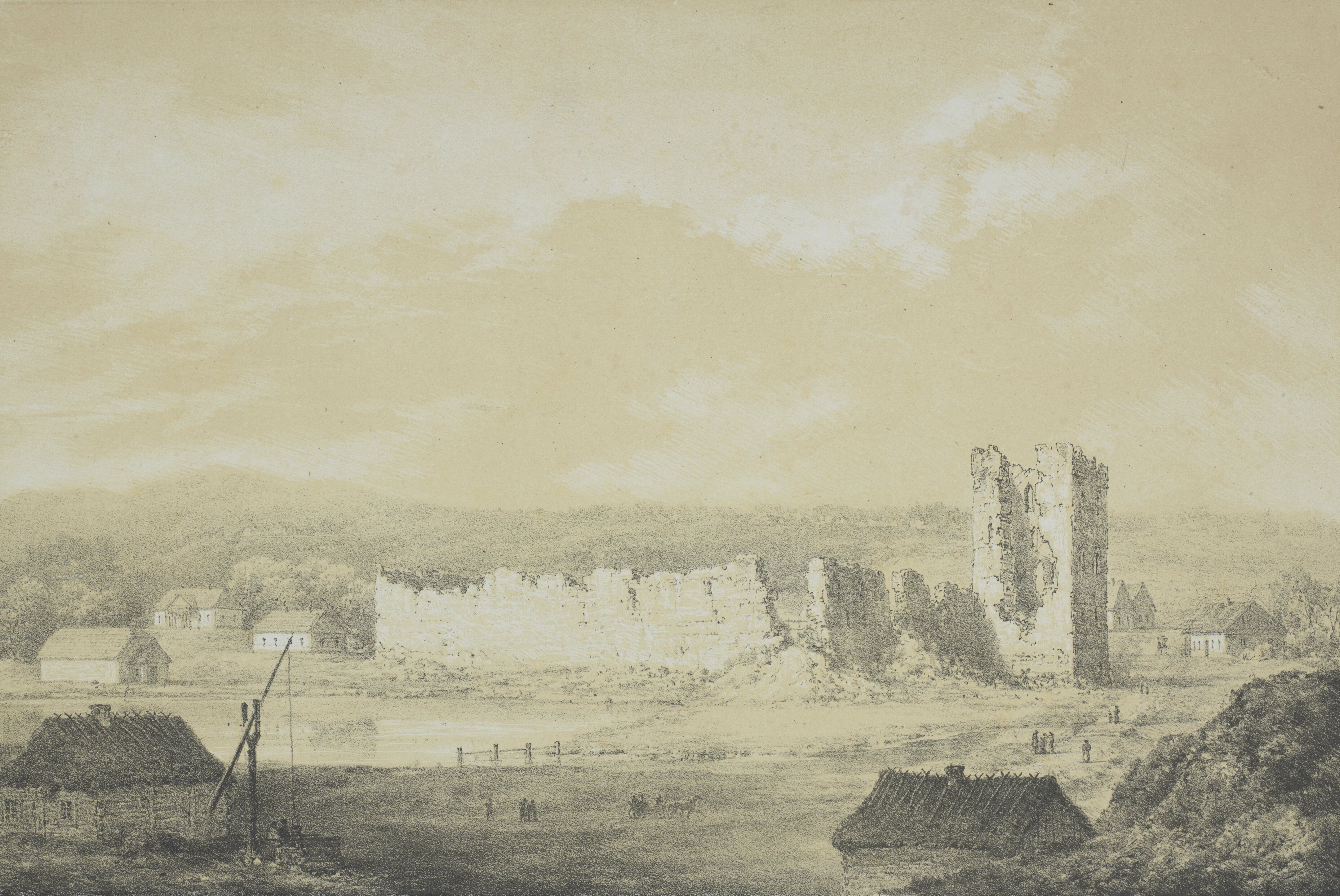
Zamek w Krewie na rycinie Napoleona Ordy
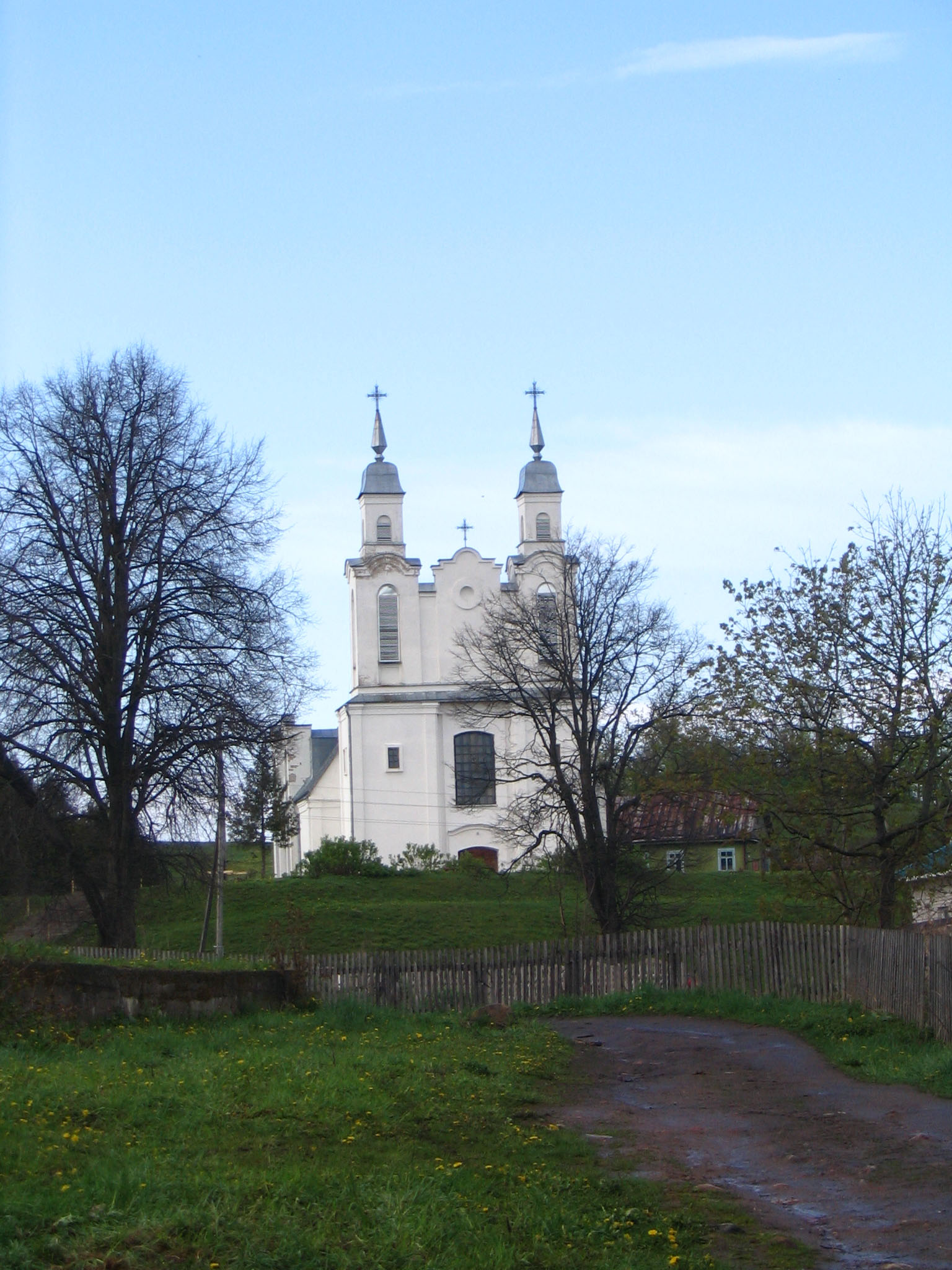
Kościół NMP
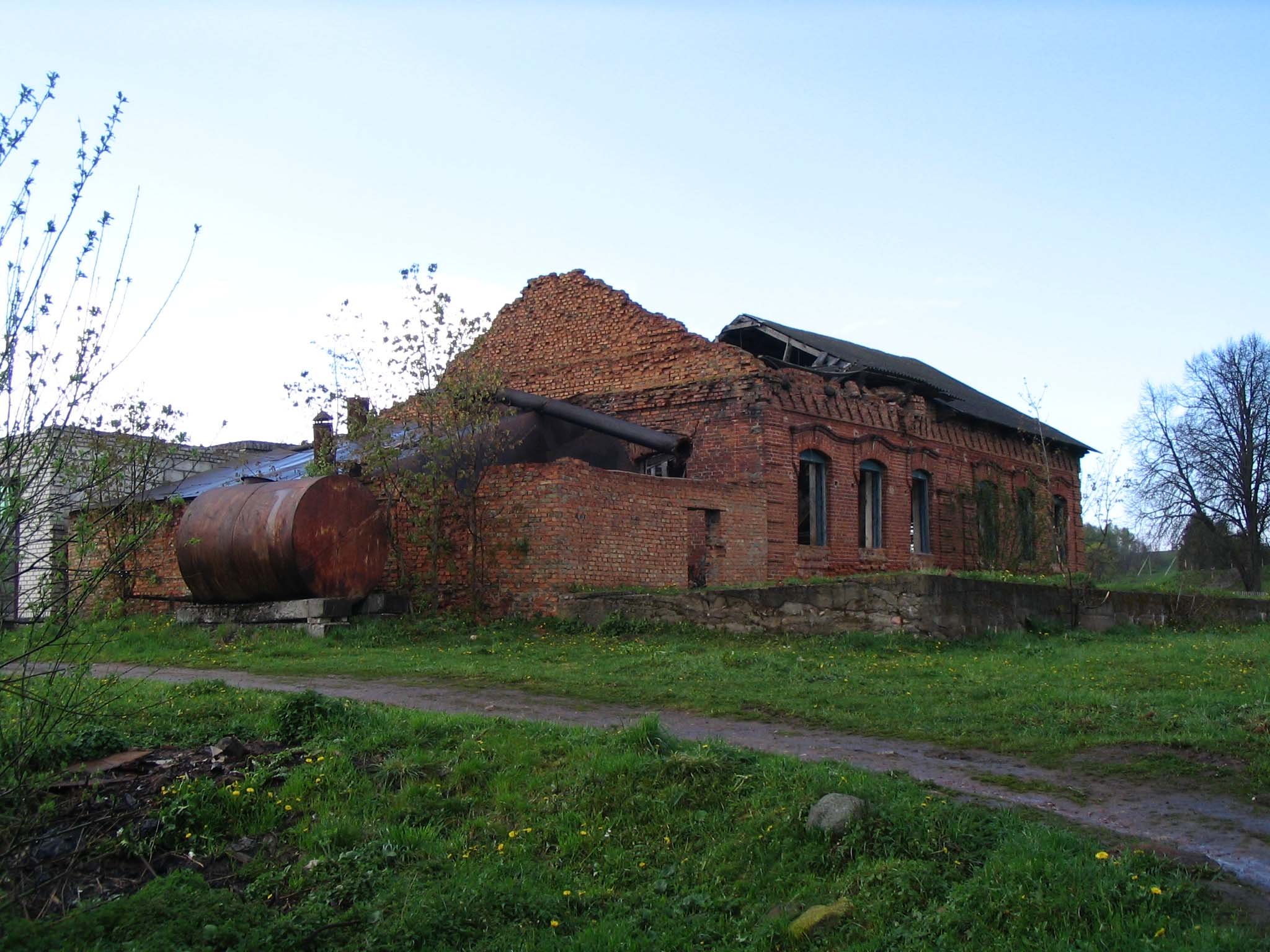
Synagoga
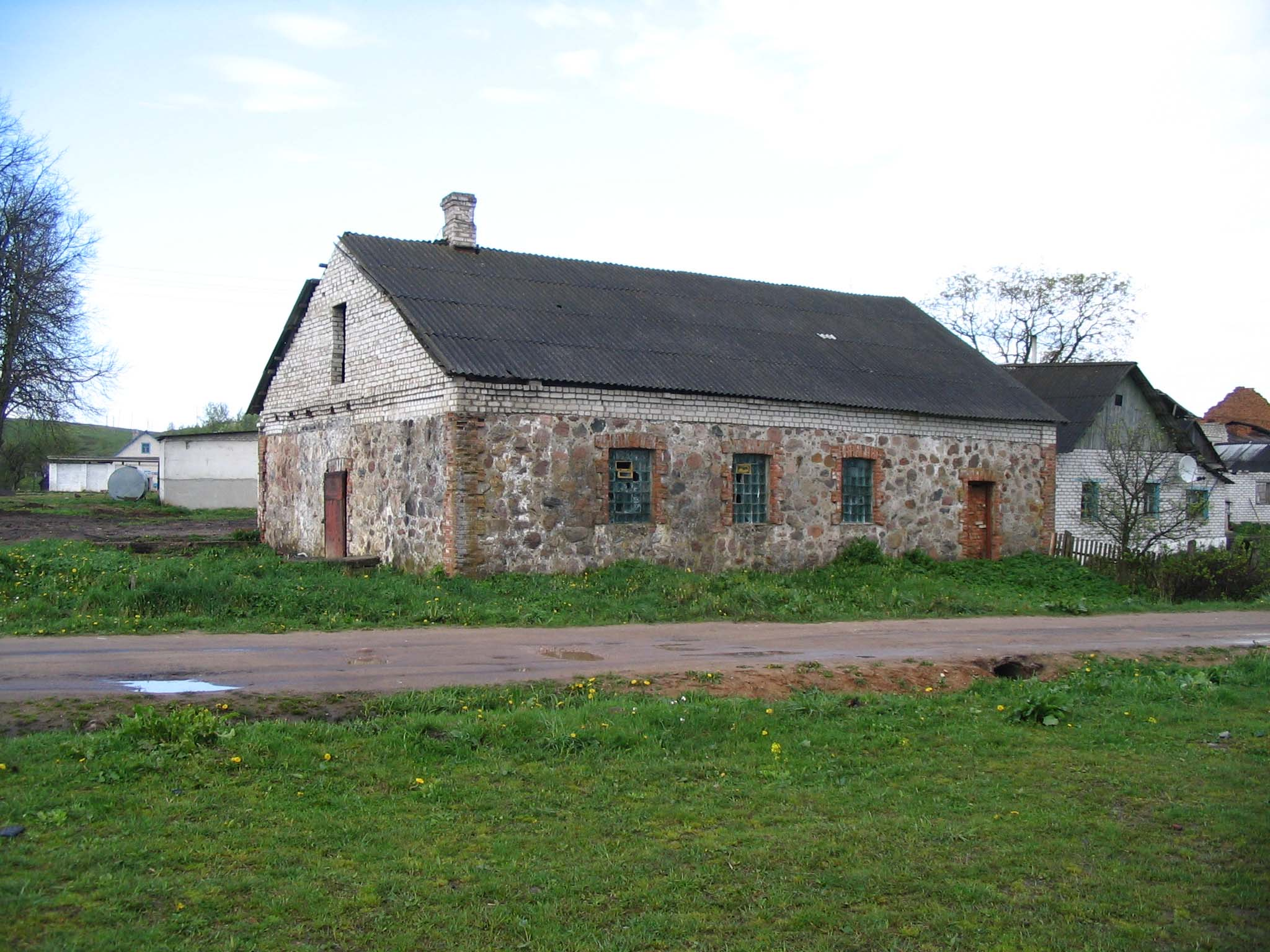
Zabudowa wsi
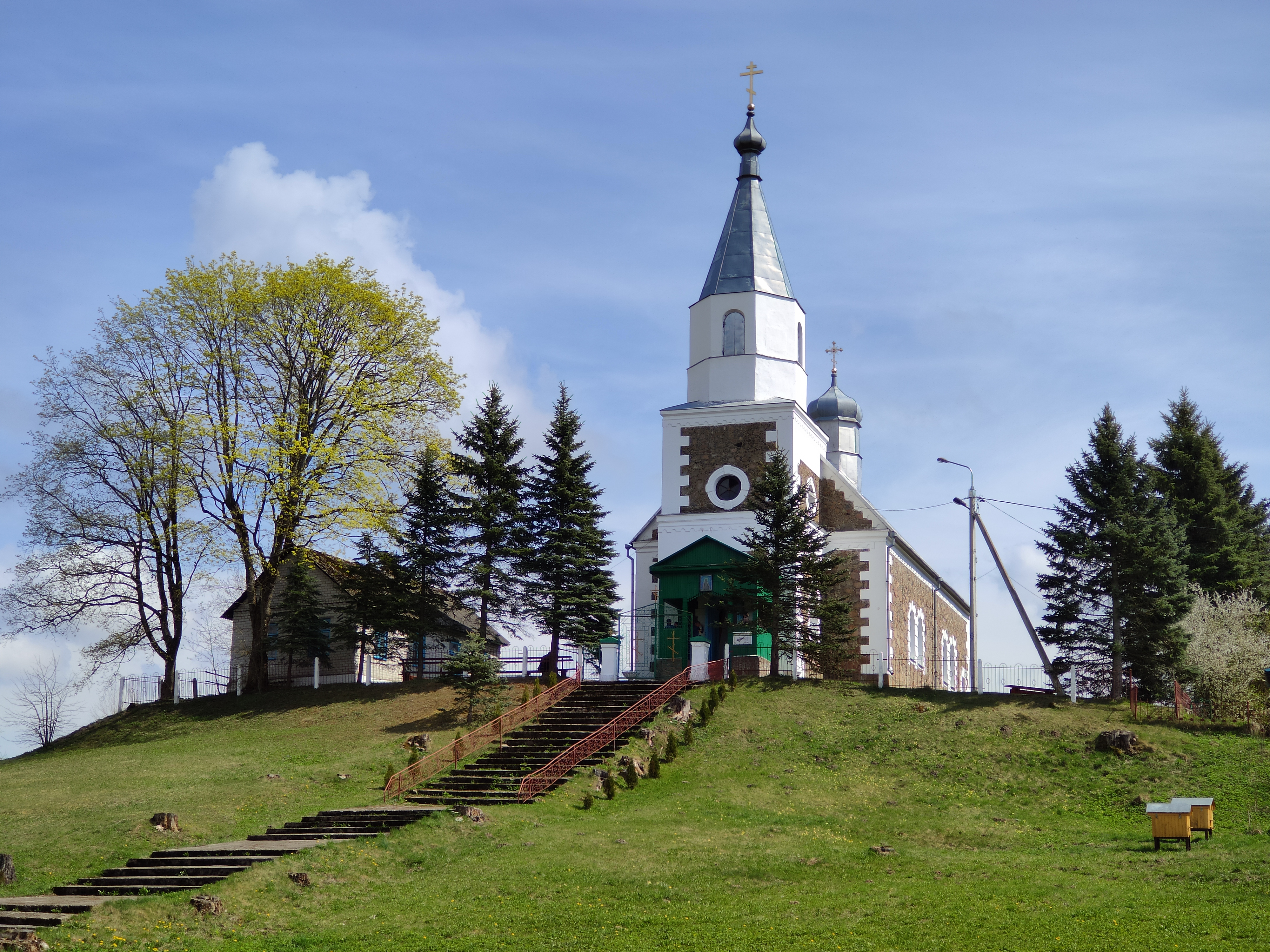
Cerkiew św. Aleksandra Newskiego

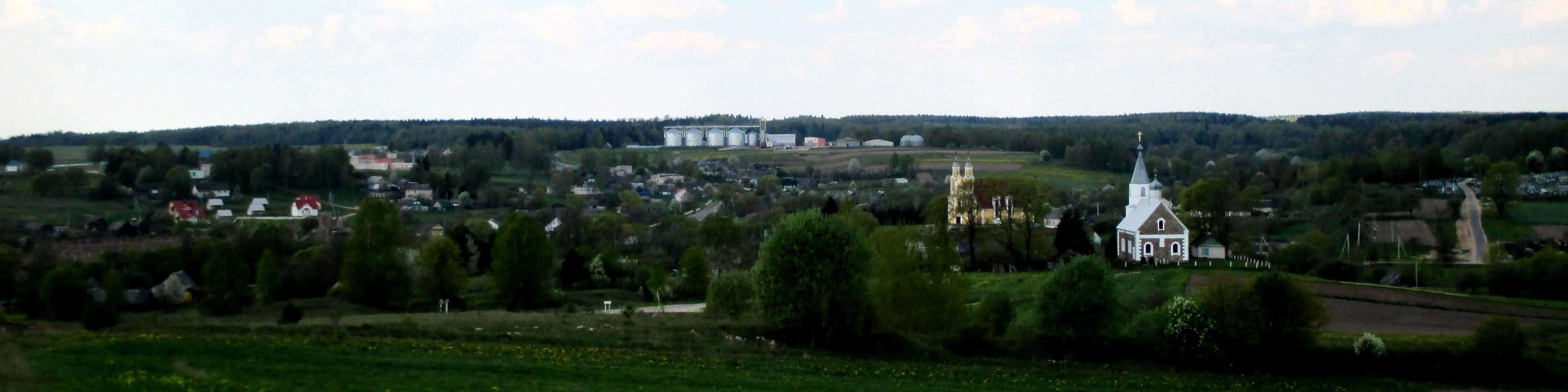